# Маліновський Михайло Сергійович
Маліновський Михайло Сергійович — хімік-органік, доцент (1935), кандидат хімічних наук (Розщеплення миш'якових сполук хлорангідридами кислот в присутності хлористого алюмінію, 1937), доктор хімічних наук (Про реакції окисів олефінів, 1943), професор (1944).

## Життєпис
Маліновський Михайло Сергійович народився 24 жовтня 1902 у с. Соловецьке В'ятської губернії, Росія. Закінчив хімічний факультет Нижньоновгородського хіміко-технологічного інституту (1932). У 1925—1929 учителював у В'ятській школі; 1932—1934 завідувач спеціальної хімічної лабораторії, 1933—1948 асистент, доцент, професор кафедри органічної хімії Горського університету, завідувач кафедри органічної хімії Горського педагогічного інституту; 1948—1956 завідувач кафедри органічної хімії Львівського університету; 1956—1978 завідувач кафедри, 1978—1985 професор кафедри органічної хімії Дніпропетровського університету.

## Наукові інтереси
Хімія осиранів (окиси олефінів), зокрема, шляхи практичного застосування цих сполук та синтез гетероциклів на їхній основі.

## Наукові досягнення
Керівник 29 кандидатів та консультант 2 докторських дисциплін. Біля 250 праць, 50 АС зокрема, Получение некоторых гетероциклических соединений через окиси олефинов (Украинский химический журнал 1959. Том 16. № 3); Исследования окисей олефинов. Конденсация окиси этилена с аммиаком над окисью магния, окисью цинка и смесью их с окисью алюминия (Журнал прикладной химии. 1952. Том 25. № 4; с соавтором); Исследования окисей олефинов. Конденсация окисей олефинов с фосгеном (Журнал общей химии. 1953. Том 23. № 2; с соавтором); Окиси олефинов и их производные (М, 1961); Курс органической химии (Киев, 1987; с соавтором). У роки 2-ї світ. війни розробляв захисні матеріали для потреб оборони населення.

## Нагороди
- Орден Трудового червоного прапора,
- медаль «За доблесну працю у Великій Вітчизняній війні»(1946).

## Літературні джерела
- Українська Радянська Енциклопедія. 1981. Том 6.
- М. Обушак, М. Ганущак — 22.XII.1992 м. Дніпропетровськ